# Perisama mexicana
Perisama mexicana är en fjärilsart som beskrevs av Hoffmann 1940. Perisama mexicana ingår i släktet Perisama och familjen praktfjärilar. Inga underarter finns listade i Catalogue of Life.